# D. Jordão
D. Jordão (em francês: D. Jourdain) foi um fidalgo francês do século XII, a quem D. Afonso Henriques doou a terra da Lourinhã como recompensa dos serviços prestados.

## Biografia
D. Jordão pertencia à nobreza francesa — muito provavelmente, era originário da Aquitânia, a região entre os Pirenéus, o Sèvres, o Loire e o mar, que era uma das três grandes divisões na Gália, no tempo da conquista romana.
Integrou a Segunda Cruzada à Terra Santa e tornou-se, pela ajuda a D. Afonso Henriques na tomada de Lisboa aos mouros em 1147, o primeiro senhor do concelho da Lourinhã, a quem deu um foral em 1158, com a autorização de D. Afonso Henriques, confirmada depois por meio de carta, no mês de Março de 1160. Foi com esta que consolidou a Autonomia Municipal da Lourinhã.
Em reconhecimento da sua amizade com D. Lourenço Vicente, foi nomeado primeiro donatário da Lourinhã.

### Igreja do Castelo

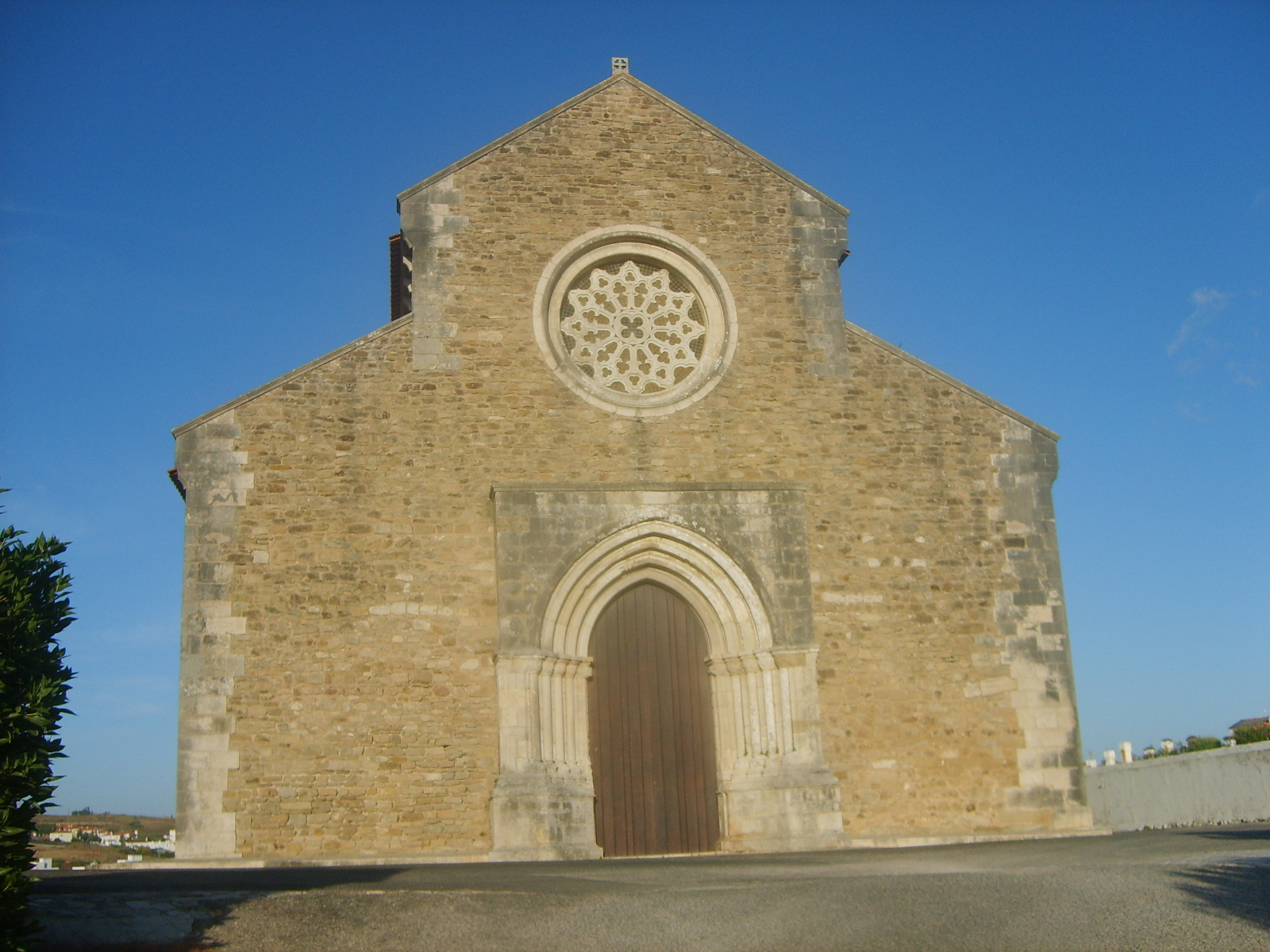
D. Jordão ordenou a construção duma Igreja que foi substituída pela Igreja do Castelo

D. Jordão ordenou a construção duma igreja no século XII, que foi substituída pela Igreja de Santa Maria do Castelo na segunda metade do século XIV. Foi construída junto das muralhas do antigo castelo, já desaparecido.
Antes das obras de restauro, encontrava-se dentro de uma parede da Igreja de Santa Maria uma arca tumular em pedra, com uma tampa igualmente em pedra de forma trapezoidal. Actualmente partida, tradicionalmente pensa-se que a arca terá servido de túmulo a D. Jordão.
A tampa tem esculpidas uma lança e uma espada cruzadas, tendo aquela uma flâmula junto ao ferro, que indica ter pertencido a um cavaleiro ou a rico-homem de pendão, o que perfeitamente se aplica a D. Jordão. Tem também na face externa o brasão em cima representado.